# Episodi de I racconti del West (prima stagione)
La prima stagione della serie televisiva I racconti del West (Dick Powell's Zane Grey Theater) è andata in onda negli Stati Uniti dal 5 ottobre 1956 al 21 giugno 1957 sulla CBS.
| nº | Titolo originale           | Titolo italiano                  | Prima TV USA     | Prima TV Italia |
| -- | -------------------------- | -------------------------------- | ---------------- | --------------- |
| 1  | You Only Run Once          | L'albero degli impiccati         | 5 ottobre 1956   |                 |
| 2  | The Fearful Courage        | Il coraggio della paura          | 12 ottobre 1956  |                 |
| 3  | The Long Road Home         | La lunga strada verso casa       | 19 ottobre 1956  |                 |
| 4  | The Unrelenting Sky        |                                  | 26 ottobre 1956  |                 |
| 5  | The Lariat                 | Il Cappio                        | 2 novembre 1956  |                 |
| 6  | Death Watch                | Appuntamento con la morte        | 9 novembre 1956  |                 |
| 7  | Stage to Tucson            |                                  | 16 novembre 1956 |                 |
| 8  | A Quiet Sunday in San Ardo |                                  | 23 novembre 1956 |                 |
| 9  | Vengeance Canyon           |                                  | 30 novembre 1956 |                 |
| 10 | Return to Nowhere          |                                  | 7 dicembre 1956  |                 |
| 11 | Courage is a Gun           | Una pistola per uccidere         | 14 dicembre 1956 |                 |
| 12 | Muletown Gold Strike       |                                  | 21 dicembre 1956 |                 |
| 13 | Stars Over Texas           |                                  | 28 dicembre 1956 |                 |
| 14 | The Three Graves           | Le tre Croci                     | 4 gennaio 1957   |                 |
| 15 | No Man Living              |                                  | 11 gennaio 1957  |                 |
| 16 | Time of Decision           | Il codice La violenza L'avvocato | 18 gennaio 1957  |                 |
| 17 | Until the Man Dies         |                                  | 25 gennaio 1957  |                 |
| 18 | Back Trail                 |                                  | 1º febbraio 1957 |                 |
| 19 | Dangerous Orders           |                                  | 8 febbraio 1957  |                 |
| 20 | The Necessary Breed        | Cacciatori di morte              | 15 febbraio 1957 |                 |
| 21 | Village of Fear            | Paura in città                   | 1º marzo 1957    |                 |
| 23 | Black Creek Encounter      |                                  | 8 marzo 1957     |                 |
| 24 | There Were Four            |                                  | 15 marzo 1957    |                 |
| 25 | Fugitive                   |                                  | 22 marzo 1957    |                 |
| 26 | A Time to Live             |                                  | 5 aprile 1957    |                 |
| 27 | Black is for Grief         |                                  | 12 aprile 1957   |                 |
| 28 | Badge of Honor             |                                  | 3 maggio 1957    |                 |
| 29 | Decision at Wilson's Creek |                                  | 17 maggio 1957   |                 |
| 30 | Man on the Run             |                                  | 21 giugno 1957   |                 |

## You Only Run Once
- Prima televisiva: 5 ottobre 1956
- Diretto da: Felix Feist
- Scritto da: John McGreevey

### Trama
- Guest star: Parley Baer (Dan Morrison), Robert Ryan (Matt), John Hoyt (Frank Hale), Jason Johnson, Cloris Leachman (Martha), Howard Petrie (Kroll), Stuart Randall (Sayers), Rayford Barnes, Kem Dibbs, Douglas Fowley, Leo Gordon, Whit Bissell (Kerney Boles)

## The Fearful Courage
- Prima televisiva: 12 ottobre 1956
- Diretto da: Bernard Girard
- Scritto da: Arthur A. Ross

### Trama
- Guest star: James Whitmore (Jeb), Robert Karnes (Rider), Paul Hahn (vicino), Michael Pate (Gunman), Ida Lupino (Louise Brandon)

## The Long Road Home
- Prima televisiva: 19 ottobre 1956
- Diretto da: Felix Feist
- Scritto da: Harold Swanton

### Trama
- Guest star: Francis McDonald (Yancey Hatton), Ainslie Pryor (Kimbal Hatton), Ray Collins (Evan Gracie), Jean Willes (Jenny Gracie), Conrad Janis (Ben Gracie), Robert Armstrong (sceriffo), Alan Wells (Tom Gracie), Dick Powell (Sam Gracie)

## The Unrelenting Sky
- Prima televisiva: 26 ottobre 1956
- Diretto da: Felix Feist
- Scritto da: Aaron Spelling

### Trama
- Guest star: Lew Ayres (Clint Howard), Walter Sande (Beecher), Phyllis Avery (Peg Howard), Steven Geray (Alex Rozky), Willis Bouchey (Paul Travers)

## The Lariat
- Prima televisiva: 2 novembre 1956
- Diretto da: Felix Feist
- Scritto da: Aaron Spelling

### Trama
- Guest star: Constance Ford (Laura Lovett), Jack Palance (Dan Morgan), Addison Richards (giudice Lovett), Robert Anderson (Race Williams), Michael Garrett (sceriffo), Guy Teague (Charlie), Buff Brady (Roger)

## Death Watch
- Prima televisiva: 9 novembre 1956
- Diretto da: Bernard Girard
- Scritto da: Otis Carney

### Trama
- Guest star: Lee J. Cobb (capitano Andrew Watling), John Larch (Quine), John Alderson (caporale Durkin), Bobby Driscoll (Trumpeteer Jones), Abel Fernández (Native American)

## Stage to Tucson
- Prima televisiva: 16 novembre 1956
- Diretto da: Bernard Girard
- Scritto da: John McGreevey, Harold Shumate

### Trama
- Guest star: Bing Russell (Sam), Eddie Albert (Bide Turley), Mona Freeman (Sandy Neal), John Ericson (Will Ruxton), Rusty Lane (Tharpe), Ian McDonald (Ed Loomis), Jaclynne Greene (May Farrell), DeForest Kelley (Les Porter), Ray Baxter (Jake), Tyler McVey (Big George)

## A Quiet Sunday in San Ardo
- Prima televisiva: 23 novembre 1956
- Diretto da: Ted Post
- Scritto da: Aaron Spelling, James Edmiston

### Trama
- Guest star: Robert Burton (sindaco), Harry Lauter (Maurie), Wendell Corey (Clay Burnett), Gerald Mohr (Veringo), Peggie Castle (Charity), Morgan Woodward (Pete Daley), Tim Graham (Jess Robbins), Sam Flint (Jason O'Neill)

## Vengeance Canyon
- Prima televisiva: 30 novembre 1956
- Diretto da: Robert Florey
- Scritto da: Lawrence Coldman

### Trama
- Guest star: Walter Brennan (Joe), Ben Cooper (Clint Harding), Sheb Wooley (Brock), Robert Griffin (Killon)

## Return to Nowhere
- Prima televisiva: 7 dicembre 1956
- Diretto da: Richard Wilson
- Scritto da: Aaron Spelling, Lawrence Menkin

### Trama
- Guest star: Chris Alcaide (Morgan), Dan Riss (Hodges), Ralph Moody (Cluny), Jimmy Baird (Andy), Stephen McNally (Steve), Audrey Totter (Martha), John Ireland (Phillips)

## Courage is a Gun
- Prima televisiva: 14 dicembre 1956
- Diretto da: John English
- Scritto da: Frederick Louis Fox

### Trama
- Guest star: Claude Akins (Collins), Robert Vaughn (Johnny Adler), Leo Penn (Walter Blake), James Westerfield (Bert), Beverly Garland (dottor Ellen Kimberley), Robert Bice (Todd Felton), Dick Powell (Marshal Jess Brackett)

## Muletown Gold Strike
- Prima televisiva: 21 dicembre 1956
- Diretto da: John English
- Scritto da: Aaron Spelling

### Trama
- Guest star: Denver Pyle (John Baker), Parley Baer (sindaco Homer Bellam), Dabbs Greer (Simon Marsh), Rory Calhoun (Mason Ward), Barbara Eiler (Peg Saunders), Bobby Clark (Howie Saunders), Arthur Space (Lee Rabin)

## Stars Over Texas
- Prima televisiva: 28 dicembre 1956
- Diretto da: Lesley Selander
- Scritto da: Harold Shumate

### Trama
- Guest star: James Garner (tenente Jim Collins), Max Wagner (Freighter), Richard Farnsworth (Trooper), Guy Teague (sergente), Gloria Talbott (Caroline Todd), Beverly Washburn (Annie Morgan), Ralph Bellamy (Joel Todd)

## The Three Graves
- Prima televisiva: 4 gennaio 1957
- Diretto da: John English
- Soggetto di: Norman Daniels

### Trama
- Guest star: Don Kennedy (Stony Fields), James Best (Pyke Dillon), Jack Lemmon (Cass Kendall), Nan Leslie (Nancy Barnett), Frank Ferguson (T. J. Barnett), G. Pat Collins (barista), Richard H. Cutting (Drover), Terry Frost (Blaze Moylan)

## No Man Living
- Prima televisiva: 11 gennaio 1957
- Diretto da: John English
- Soggetto di: Norman Daniels

### Trama
- Guest star: Stafford Repp (barista), Frank Lovejoy (Jim Todd), Margaret Hayes (Susan), Judson Pratt (Ramsey), Peter Whitney (Chub), Russ Conway (Marshal Barrow), James Anderson (Tatum), William Newell (Sam Evans)

## Time of Decision
- Prima televisiva: 18 gennaio 1957
- Diretto da: Harold Schuster
- Scritto da: Sidney Morse

### Trama
- Guest star: Walter Sande (Dan Slater), Bill Erwin (Sam Townley), Lloyd Bridges (Evan Tapper), Diane Brewster (Nancy Tapper), Trevor Bardette (Jed Curtis), Jean Howell (Mrs. Townley), Tommy Cook (Ted Curtis), Mimi Gibson (Patty Tapper), Mort Mills (Bart Miller), Regis Toomey (Will Jenkins)

## Until the Man Dies
- Prima televisiva: 25 gennaio 1957
- Diretto da: John English
- Scritto da: Harold Shumate, Aaron Spelling

### Trama
- Guest star: Carolyn Jones (Ella), John Payne (Clint Belmet), Stuart Whitman (Dave Jordan), Steve Darrell (Jess Kipple), Dick Rich (Wade Powers), Stuart Randall (Ed Bentley), Gregg Barton (Roy Boggs), James Seay (Mark Clanton), Richard Newton (lavoratore nel ranch)

## Back Trail
- Prima televisiva: 1º febbraio 1957
- Diretto da: Christian Nyby
- Scritto da: Harold Swanton, Hal Hudson

### Trama
- Guest star: Raymond Bailey (March Beckworth), John Pickard (Tom Clauson), James Anderson (Frank Lomax), Emile Meyer (Eldredge), Kim Charney (Timmy Fallon), Robert Crosson (Hugh Beckworth), Dick Powell (John Fallon), Catherine McLeod (Effie Fallon)

## Dangerous Orders
- Prima televisiva: 8 febbraio 1957
- Diretto da: John English
- Soggetto di: Les Savage Jr.

### Trama
- Guest star: Mark Stevens (capitano John Hunter), Jack Elam (Hock Ellis), Willis Bouchey (George Mott), Robert Cornthwaite (Sheraton Wade), William F. Leicester (maggiore Carr), Thomas Browne Henry (colonnello Radford), Simon Scott (capitano Prentiss), John Eldredge (colonnello Phelps)

## The Necessary Breed
- Prima televisiva: 15 febbraio 1957
- Diretto da: Christian Nyby
- Soggetto di: Clark Reynolds

### Trama
- Guest star: William Henry (Frank Carter), William Fawcett (Petey), Sterling Hayden (Link Stevens), Jean Willes (Kate), James Griffith (Taggert), Strother Martin (Joby), Carlyle Mitchell (dottor Asher), Roy Barcroft (Carl Neuman), Frank J. Scannell (Stranger), Gregory Walcott (Rafe), Fred Sherman (barista)

## Village of Fear
- Prima televisiva: 1º marzo 1957
- Diretto da: Christian Nyby
- Scritto da: Antony Ellis

### Trama
- Guest star: Don Diamond (Jones), Harry Lauter (Karger), David Niven (Allan Raikes), George D. Wallace (Brill), Ross Elliott (Donnelly), DeForest Kelley (Sherm Pickard), Peter Hansen (Holton), Dan Barton (Dave Maxon), Anne Barton (Mrs. Maxon), Bill Catching (Faylen), Troy Melton (Torrence), Gary Hunley (Peter)

## Black Creek Encounter
- Prima televisiva: 8 marzo 1957

### Trama
- Guest star: Ernest Borgnine (Jim Morrison), Norma Crane (Kelly), Jan Merlin (Davey Harper), Billy Chapin (Billy Morrison), Lou Krugman (Paco Morales), Howard Negley (sceriffo Sloane)

## There Were Four
- Prima televisiva: 15 marzo 1957
- Diretto da: Christian Nyby
- Scritto da: Berne Giler

### Trama
- Guest star: John Derek (Andy Todd), Dean Jagger (Bert), David Janssen (Danny English), James Gavin (Dutch), Dick Rich (Champion), Grant Withers (sceriffo Metz), James Komack (Whitey), Kenneth R. MacDonald (rappresentante giuria)

## Fugitive
- Prima televisiva: 22 marzo 1957
- Diretto da: John English
- Scritto da: Aaron Spelling, Frederick Louis Fox

### Trama
- Guest star: Denver Pyle (Quimby), Richard Shannon (Clay Rickert), Eddie Albert (Sam Barlow), Celeste Holm (Sarah Kimball), Peter Votrian (Jody Kimball)

## A Time to Live
- Prima televisiva: 5 aprile 1957
- Diretto da: Lewis R. Foster
- Scritto da: Aaron Spelling

### Trama
- Guest star: Ralph Meeker (Steve Elkins), Julie London (Julie), John Larch (Cole Gentry), Ken Lynch (Collins), Forrest Lewis (dottor Bishop), Walter Barnes (Gus), Alan Wells (barista)

## Black is for Grief
- Prima televisiva: 12 aprile 1957
- Diretto da: Lewis Allen
- Scritto da: Aaron Spelling

### Trama
- Guest star: Richard Anderson (sceriffo Bates), Tom Tryon (Jeff Anderson), Mala Powers (Barbara Anderson), Mary Astor (Sarah Simmons), Beulah Bondi (Ma Anderson), Skip Homeier (Cleve Roarke), Chester Morris (Frank Simmons), Tom Tully (Tom Roarke)

## Badge of Honor
- Prima televisiva: 3 maggio 1957
- Diretto da: Arthur Hiller
- Scritto da: John Robinson

### Trama
- Guest star: William Henry (George Wallace), Gary Merrill (colonnello Boyd Nelson), Tom Tully (Jed Phillips), Robert Culp (Hoby Gilman), Peggy Webber (Nora), Richard Gardner (Tim Dougherty), Holly Bane (Sam Gibson), Walter Coy (Jim Shane), William F. Leicester (Ranger), Richard Devon (Army Hendricks), Eddie Parker (Rowdy Townsend.)

## Decision at Wilson's Creek
- Prima televisiva: 17 maggio 1957
- Diretto da: Louis King
- Scritto da: Marc Brandel, John McGreevey

### Trama
- Guest star: John Dehner (Jim Randolph), Harry Lauter (sergente Stone), John Forsythe (tenente David Marr), Marjorie Lord (Amy Marr), Bart Burns (tenente Hobson), Willis Bouchey (generale Price), Joe Di Reda (sergente Jasper), John Wilder (Sanborn), William Swan (tenente Grimes), Don House (capitano Bell), William Boyett (capitano)

## Man on the Run
- Prima televisiva: 21 giugno 1957
- Diretto da: Felix Feist
- Scritto da: Richard Wormser

### Trama
- Guest star: Scott Brady (Jeff Duane), Eve Miller (Kate Longstreth), Hugh Sanders (Lee Bland), Mort Hall (Pece Bostwick), Adam Kennedy (Adam Demster), Nancy Hale (Rae Longstreth)